# Arbon Valley
Arbon Valley è un centro abitato e un census-designated place (CDP) degli Stati Uniti d'America, situato nella contea di Power, nello stato dell'Idaho.